# 龍壽
龍壽（1448年—？），榜名龍騰霄，字時夫或字時敷，江西吉安府吉水縣人，民籍，明朝政治人物。進士出身。

## 生平
早年出身國子生，成化十年（1474年）甲午科江西鄉試第二十六名。成化十四年（1478年）戊戌科會試第二百二十五名，殿試登進士第二甲第八十九名。歷官禮部儀制司署员外郎事主事。

## 家族
曾祖父龍彥琛。祖父龍孟鐸。父亲龍霖，曾任進士。母李氏。慈侍下。娶李氏。